# Listă de scriitori francezi de literatură științifico-fantastică
Aceasta este o listă de scriitori francezi de literatură științifico-fantastică în ordine alfabetică:

## A
- Jean-Pierre Andrevon
- Guillaume Apollinaire
- Georges-Jean Arnaud
- Ayerdhal

## B
- B. R. Bruss
- Pierre Barbet
- René Barjavel
- Ugo Bellagamba
- Jacques Bergier
- Paul Berna
- Francis Berthelot
- Richard Bessière
- Igor și Grichka Bogdanoff
- Kevin Bokeili
- Pierre Bordage
- François Bordes
- Pierre Boulle
- Louis Henri Boussenard
- Pierre Jean Brouillaud
- Jean Bruller
- Serge Brussolo

## C
- Sabrina Calvo
- Richard Canal
- André Caroff
- Baudouin Chailley
- Robert Charroux
- Fabrice Colin
- Philippe Curval
- Cyrano de Bergerac

## D
- Alain Damasio
- Maurice G. Dantec
- C. I. Defontenay
- Michel Demuth
- Sylvie Denis
- Charles Derennes
- Alain Dorémieux
- Émile Driant
- Catherine Dufour
- Jean-Claude Dunyach

## E
- Claude Ecken
- Erckmann-Chatrian

## F
- Paul Féval
- Camille Flammarion
- Anatole France
- Yves Frémion

## G
- Arnould Galopin
- Jean-Pierre Garen
- Laurent Genefort
- Louis Geoffroy
- Jacques Goimard
- Philippe Goy
- Jean-Baptiste Cousin de Grainville
- Paschal Grousset
- Henri René Guieu

## H
- Serge-Simon Held
- Johan Heliot
- Nathalie Henneberg
- Michel Houellebecq
- Joël Houssin
- Jean-Pierre Hubert

## J
- Michel Jeury
- Emmanuel Jouanne

## K
- Gérard Klein

## L
- Erik L'Homme
- Jean de La Hire
- Sylvie Lainé
- Gustave Le Rouge
- Maurice Leblanc
- Bastien Lecouffe-Deharme
- Serge Lehman
- Jules Lermina
- Jean-Marc Ligny
- Maurice Limat
- Jean-Marc Lofficier

## M
- Xavier Mauméjean
- André Maurois
- Louis-Sébastien Mercier
- Robert Merle
- Régis Messac
- Eugène Mouton

## P
- Michel Pagel
- Olivier Paquet
- Gaston de Pawlowski
- Pierre Pelot

## R
- G. E. Ranne
- Jean Raspail
- Christine Renard
- Maurice Renard
- Nicolas-Edme Rétif
- Albert Robida
- J.-H. Rosny aîné
- J.-H. Rosny jeune
- Marie-Anne de Roumier-Robert
- André Ruellan

## S
- Jacques Sadoul
- Romain Sardou
- Émile Souvestre
- Jacques Spitz
- Jacques Sternberg
- Pierre Stolze

## T
- Gilles Thomas
- Jean-Louis Trudel
- Simon Tyssot de Patot

## V
- Jacques Vallée
- Jules Verne
- Michel Verne
- Pierre Versins
- Vladimir Volkoff
- Antoine Volodine
- Voltaire
- Élisabeth Vonarburg

## W
- Roland Charles Wagner
- Bernard Werber
- Joëlle Wintrebert
- Stefan Wul

## Vezi și
- Listă de scriitori francezi
- Literatura științifico-fantastică în Franța
- Listă de scriitori francezi de literatură fantastică
- Viitorul a început ieri